# Scopula timia
Scopula timia là một loài bướm đêm trong họ Geometridae.